# Batalha de Bautzen

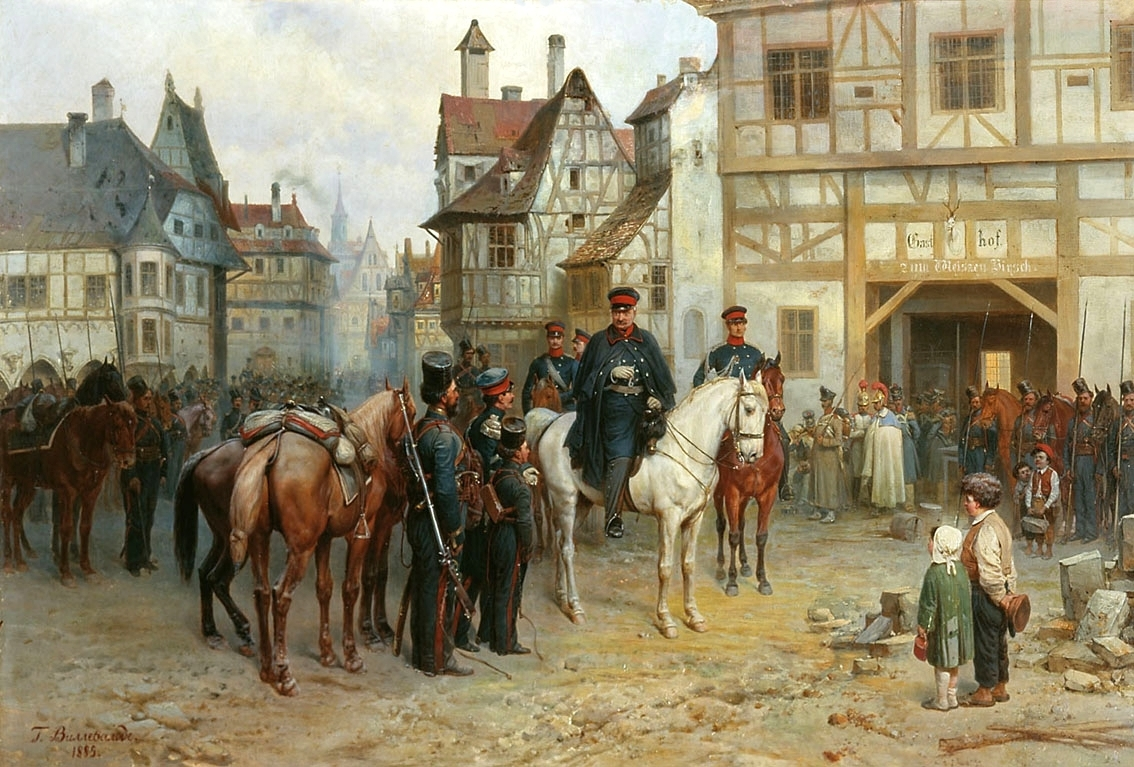
O general prussiano Blücher com suas forças em Bautzen, em maio de 1813,

A Batalha de Bautzen (20–21 de maio de 1813) foi um confronto militar travado pelas forças da Rússia e da Prússia contra as tropas francesas comandadas pelo imperador Napoleão I.
Os russos e prussianos estavam em retirada após sua derrota na batalha de Lützen. Em Bautzen, na Alemanha, os aliados pararam e começaram a armar suas posições defensivas. Eles tinham 100 mil homens, equivalente as forças opostas de Napoleão, que tinha 115 mil combatentes. Contudo, o marechal francês Michel Ney trazia reforços (cerca de 85 mil homens), o que poderia desbalancear a luta em favor dos franceses. Napoleão pretendia usar essas tropas adicionais para cercar e destruir os inimigos, mas ele demonstrou um excesso de cautela, dando tempo para os russos e prussianos se prepararem.
A 20 de maio de 1813, os franceses iniciaram um pesado ataque de artilharia contra as linhas inimigas. A infantaria de Napoleão avançou e, após uma intensa batalha, conseguiu sobrepujar a primeira linha de defesa dos aliados. O imperador da França estava prestes a cercar as forças do inimigo em Bautzen. O marechal Ney, contudo, chegou atrasado e estava confuso sobre o andamento da luta. Sua relutância acabou dando tempo para que os russos e prussianos escapassem. A luta seguiu no dia 21, com os franceses fazendo progressos, ainda que pequenos. Napoleão então ordenou que a Guarda Imperial atacasse e os aliados tiveram de ceder terreno.
Por fim, os prussianos e russos conseguiram escapar. Apesar de ter se saído vitorioso, Napoleão não conseguiu destruir as forças inimigas, como ele havia planejado. Com cada lado sofrendo 20 mil perdas (entre mortos, feridos e desaparecidos), esta batalha é considerada uma vitória pírrica francesa, com o resultado não justificado pelas perdas. Com boa parte de suas tropas sobrevivendo a luta, os aliados conseguiram se reagrupar e lançar novas ofensivas, meses depois, onde foram mais bem sucedidos.